# Farmacoliet
Het mineraal farmacoliet is een gehydrateerd calcium-arsenaat met de chemische formule CaHAsO4·2(H2O).

## Eigenschappen
Het doorschijnend tot opaak (rood)witte, grijswitte of lichtgele farmacoliet heeft een glas- tot parelglans, een witte streepkleur en de splijting van het mineraal is perfect volgens het kristalvlak [010]. Het kristalstelsel is monoklien. Farmacoliet heeft een gemiddelde dichtheid van 2,66, de hardheid is 2 tot 2,5 en het mineraal is niet radioactief. De dubbelbreking van farmacoliet is 0,0110 en de brekingsindex ligt tussen 1,583 en 1,594.

## Naam
De naam van het mineraal farmacoliet is afgeleid van de Griekse woorden farmakon ("vergif") en lithos, dat "steen" of "gesteente" betekent.

## Voorkomen
Farmacoliet is een secundair mineraal dat voorkomt in arseenhoudende afzettingen. De typelocatie van farmacoliet is gelegen in Wittichen, Zwarte Woud, Duitsland. Het mineraal wordt verder gevonden op de Schneeberg in Duitsland en in Jachymov, Tsjechië.